# Megametope ogaensis
Megametope ogaensis is een krabbensoort uit de familie van de Xanthidae. De wetenschappelijke naam van de soort is voor het eerst geldig gepubliceerd in 1974 door Sakai.